# Zalew w Siemiatyczach

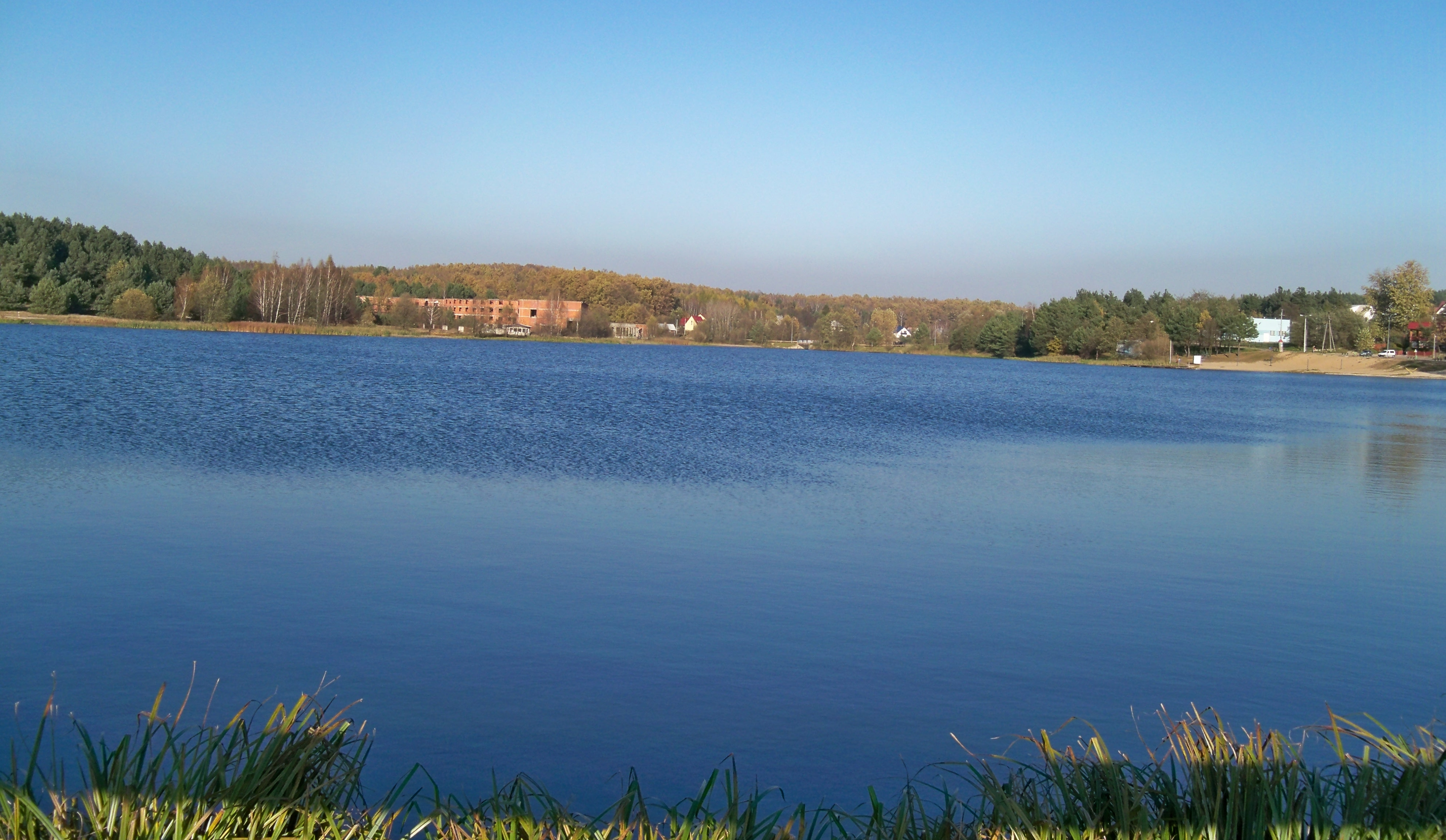

Siemiatyckie Zalewy – bezimienne, sztuczne zbiorniki wodne w miejscowości Siemiatycze, utworzone w latach siedemdziesiątych XX wieku w celach rekreacyjnych, ekologicznych i gospodarczych. Dla odróżnienia oznaczone są cyframi 1, 2, 3. Zbiornik nr 1 położony najniżej ma powierzchnię 6,2 ha, jego pojemność wynosi 0,09 mln m³, położony w dolinie rzeki Kamionka, przy ujściu strugi Muchawiec. Dwa wyżej położone zbiorniki mają tę samą rzędną zwierciadła wody – 138,25 m n.p.m., zbudowane zostały w miejscu dawnego ujścia strugi Mahomet do Kamionki. Ich łączna powierzchnia to 27,4 ha a objętość to 0,59 mln m³. Ich średnia głębokość to 2 metry, natomiast maksymalna – 5,1 metra. W miejscowości Czartajew, w górnym biegu Kamionki, znajduje się jeszcze jeden sztuczny zbiornik na tej rzece.